# North, West, East, South
North, West, East, South — мини-альбом американской пост-рок/эмбиент группы Hammock, выпущен 18 мая 2010 года на собственном лейбле Hammock Music. Распространяется ограниченным изданием с одноимённой книгой, вместе с экземпляром альбома «Chasing After Shadows... Living With The Ghosts».

## Об альбоме
Книга «North, West, East, South» издана в твёрдом холщовом переплёте и содержит 100 фотографий, сделанных фотографом Томасом Петилло (англ. Thomas Petillo) для Hammock в период между 2004—2009 годами (включая все обложки альбомов). Все 287 книг пронумерованы и подписаны Марком Бирдом, Эндрю Томпсоном и Томасом Петилло.

## Список композиций
| №  | Название | Длительность |
| -- | -------- | ------------ |
| 1. | «North»  | 7:57         |
| 2. | «West»   | 4:05         |
| 3. | «East»   | 7:42         |
| 4. | «South»  | 6:45         |